# Miguel Cussó Giralt
Miguel Cussó Giralt (n. 1921 en Barcelona, Cataluña - f. 1987) fue un escritor español, de diversos géneros, escribió guiones cinematográficos y de cómic, y además fue un popular novelista principalmente de novelas rosas como Sergio Duval, aunque también de aventuras como Michael Kuss y Max Grey, y novelas eróticas como Sergio di Mauro y Mario di Palermo.

## Biografía
Miguel Cussó Giralt nació en 1921 en Barcelona, Cataluña, España. Trabajó como relojero, hasta que comenzó su carrera literaria como guionista de su cuñado Jorge en el tebeo "Pulgarcito" en 1948, además de novelas de quiosco bajo diversos seudónimos. Escribió principalmente novelas rosas como Sergio Duval, aunque también de aventuras como Michael Kuss y Max Grey, y novelas eróticas como Sergio di Mauro y Mario di Palermo.
A partir de 1958, se centró en su carrera como guionista cinematográfico.
Hacia 1965 volvió a la literatura, y a partir de 1967 a las historietas adaptando novelas clásicas para la colección Joyas Literarias Juveniles y colaborando con su sobrino Jordi Bernet a nivel internacional.

## Obra

### Historietística
| Años | Título                                      | Dibujante    | Tipo  | Publicación |
| ---- | ------------------------------------------- | ------------ | ----- | ----------- |
| 1948 | Las fascinantes aventuras de Tallarín López | Jorge        | Serie | Pulgarcito  |
| 1968 | Dan Lacombe                                 | Jordi Bernet | Serie | Spirou      |
| 1974 | Andrax                                      | Jordi Bernet | Serie |             |

### Novelística

#### Como Michael Kuss
- El jinete siniestro	(1948)
- El rey de las llanuras	(1948)
- Revelde	(1948)
- La reina del sol poniente	(1955)
- Tempestad en el valle maldito	(1955)
- Los cuervos del lago salado	(1956)
- Como fieras hambrientas	(1970)
- Doc, "manos de plata"	(1970)
- Las cuatro magníficas	(1971)
- Revólver negro	(1971)
- La farsa de la muerte	(1981)
- En la boca del lobo	(1986)

#### Como Sergio Duval
- Adorada	(1949)
- Alma de fuego	(1949)
- El alma perdida	(1949)
- Expiación	(1949)
- La diosa del orgullo	(1949)
- La llama oculta	(1949)
- Nido de pasiones	(1949)
- Por unos ojos negros	(1949)
- Tras las tinieblas	(1949)
- Un marido de alquiler	(1949)
- Corazones cautivos	(1950)
- Corazones sedientos	(1950)
- El lazo invisible	(1950)
- La dicha soñada	(1950)
- La indomable	(1950)
- La novia blanca	(1950)
- La Venus del mar	(1950)
- ¡Brindemos, Dr. Calahan!	(1951)
- Aves sin nido	(1951)
- Cautivos del pasado	(1951)
- Cupido lleva disfraz	(1951)
- El americano	(1951)
- El camino fácil	(1951)
- El juramento	(1951)
- El último mensaje	(1951)
- La cenicienta del camino	(1951)
- La hora del retorno	(1951)
- Cautiva del desierto	(1952)
- El gavilán	(1952)
- La enemiga	(1952)
- La máscara de yeso	(1952)
- La rosa blanca	(1952)
- Senda de redención	(1952)
- Soldado de fortuna	(1952)
- Una muchacha fácil	(1952)
- Arabel	(1953)
- Deuda de honor	(1953)
- El beso fatídico	(1953)
- El engaño	(1953)
- El mestizo	(1953)
- Flor exótica	(1953)
- Juego de audaces	(1953)
- Jugar con fuego	(1953)
- La dama del desierto	(1953)
- La huella de un beso	(1953)
- Pasión peligrosa	(1953)
- Sansón y Verónica	(1953)
- Tras el tabique	(1953)
- A cara o cruz	(1954)
- Amor prohibido	(1954)
- Cadenas de pasión	(1954)
- Escuela de bribones	(1954)
- La semilla amarga	(1954)
- Lazos de sangre	(1954)
- Polvorilla	(1954)
- Relato al atardecer	(1954)
- Tierra indómita	(1954)
- Amor en ruta	(1955)
- Cayo Negro	(1955)
- Corazón de piedra	(1955)
- El error de Judith	(1955)
- Girls	(1955)
- Los fugitivos	(1955)
- Senda de pecado	(1955)
- Una mujer en la noche	(1955)
- Castas rivales	(1956)
- Información privada	(1956)
- La dama blanca	(1956)
- La mariposa	(1956)
- La sombra del ayer	(1956)
- Niña tormento	(1956)
- Nube de oro	(1956)
- Aprendiendo a querer	(1965)
- Carita de ángel	(1965)
- El nido perdido	(1965)
- La chica del cabaret	(1965)
- La prisionera	(1965)
- Tres días para soñar	(1965)
- Aquella noche loca	(1966)
- El adiós amargo	(1966)
- El amor sombrío	(1966)
- El amor y el abismo	(1966)
- Flor de barranco	(1966)
- Flor de pecado	(1966)
- Flores para Muriel	(1966)
- Juegos peligrosos	(1966)
- La chica de oro	(1966)
- La diosa dormida	(1966)
- La huella ardiente	(1966)
- Lazos ardientes	(1966)
- Novios de verano	(1966)
- Piedad para los vencidos	(1966)
- Semilla de amor	(1966)
- Si tú no quieres	(1966)
- Sombra de pecado	(1966)
- Soplo de fuego	(1966)
- Un paso en falso	(1966)
- Una chica sin importancia	(1966)
- Una luz en la noche	(1966)
- Viento del norte	(1966)
- Amor en las tinieblas	(1967)
- De seda y marfil	(1967)
- Dos fines de semana	(1967)
- El amor tardío	(1967)
- El amor vendido	(1967)
- El amor y el tormento	(1967)
- La gatita arisca	(1967)
- La gran decisión	(1967)
- Lazos de carne	(1967)
- Muñeca de carne	(1967)
- Piel de seda	(1967)
- Sus amargos labios	(1967)
- Viento de deseo	(1967)
- Buenos días, amor	(1968)
- La estrella fugaz	(1968)
- La muchacha triste	(1968)
- La mujer lejana	(1968)
- Soplo de añoranza	(1968)
- Sus ojos negros	(1968)
- El camino perdido	(1969)
- Como una nube	(1981)
- La dama verde jade	(1981)
- Noche decisiva	(1981)
- Sueños de ayer, sueños de siempre	(1981)
- Tres hombres en su vida	(1981)
- Vuelve, cariño, vuelve	(1981)
- Amor sombrío	(1982)
- Con las alas quemadas	(1982)

#### Como Sergio di Mauro
- De profesión ninfómana	(1980)
- La diosa desnuda	(1980)
- La llama del placer	(1980)
- La máscara de Eros	(1980)
- La ninfa ardiente	(1980)

#### Como Mariodi Palermo
- Dos fines de semana	(1982)

#### Como Max Grey
- Un maldito intruso	(1991)

### Cinematográfica
- La muralla (1958)
- Charlestón (1959)
- Las locuras de Bárbara (1959)
- Alfonso XII y María Cristina: ¿Dónde vas triste de ti?  (1960)
- El amor que yo te di (1960)
- La encrucijada (1960)
- Un bruto para Patricia (1960)
- Al otro lado de la ciudad (1960)
- La bella Lola (1962)
- Los castigadores (1962)
- Cena de matrimonios (1962)
- Sueños de mujer (1962)
- A tiro limpio (1963)
- Piso de soltero (1964)
- Doc, manos de plata (1965)
- Después del gran robo (1967)
- El filo del miedo (1967)
- Palabras de amor (1968)
- Españolear (1969)
- Pagó cara su muerte (1969)
- El misterio de la vida (1970)
- La diosa salvaje (1975)
- Kilma, reina de las amazonas (1975)
- La isla de las vírgenes ardientes (1977)
- Inés de Villalonga 1870 (1979)
- Una rosa al viento (1984)